# Prise d'otages du navire-citerne Université de Moscou

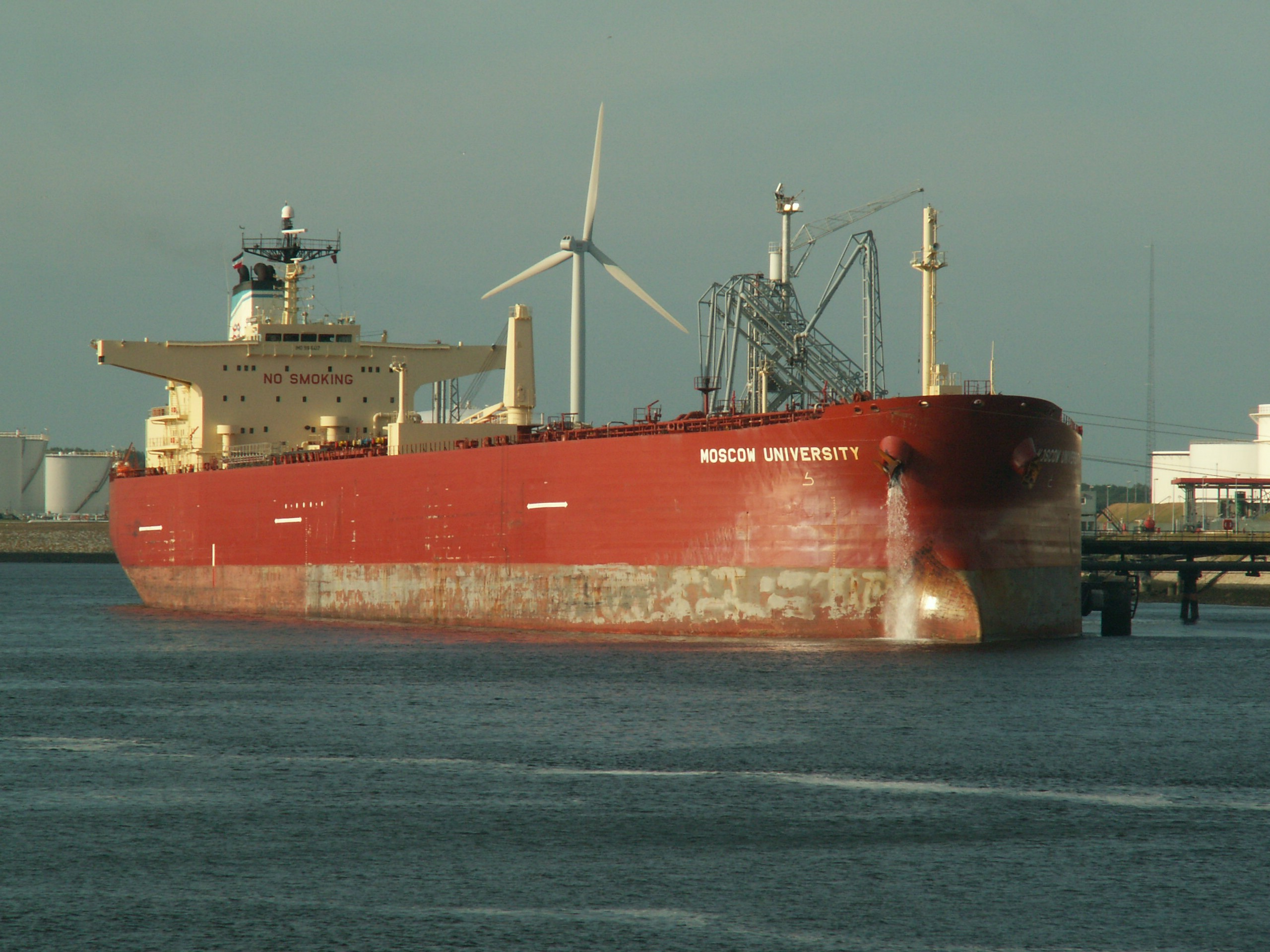
Le "Moscow University" à Rotterdam en 2006

La prise d'otages du navire-citerne Université de Moscou est un acte de piraterie en mer qui a eu lieu les 5 et 6 mai 2010 dans le golfe d'Aden à bord d'un navire-citerne battant pavillon libérien et comprenant un équipage russe. Le navire a été libéré le 6 mai au matin par l'équipage du destroyer russe Maréchal Chapochnikov au grand large de la Somalie.

## Prise d'otages
Le navire-citerne subit un assaut de la part d'une dizaine de pirates somaliens le 5 mai 2010 à une distance de 300 milles marins (550 kilomètres) de la côte somalienne, dans les eaux neutres. Au début, le navire tente une manœuvre afin d'éviter que les pirates ne montent à bord et les membres de l'équipages essayent de les repousser à l'aide de tuyaux d'incendie; ils tirent également avec des pistolets d'alarme. Mais c'est en vain car les pirates montent à bord. Le capitaine du tanker ordonne alors que toute la nourriture et l'eau soient enfermées dans un lieu sûr, tandis que lui-même et son équipage se barricadent dans la salle des machines. L'équipage tente à deux reprises de reprendre par la force la centrale électrique du navire. Au bout de vingt heures tous les autres espaces du navire sont entre les mains des pirates.

## Libération
Le capitaine du tanker Université de Moscou parvient à entrer en contact avec un destroyer anti-sous-marins, le Maréchal Chapochnikov. Ce dernier envoie un hélicoptère et atteint au bout de six heures la zone de piraterie. Les Somaliens tirent sur l'hélicoptère de reconnaissance, mais manquent leur objectif; l'un des leurs est tué en retour. Arrivé sur zone, le Maréchal Chapochnikov envoie des zodiacs avec des soldats de l'infanterie navale. Après des échanges de feu, le navire-citerne est libéré au petit matin du 6 mai et les pirates maîtrisés et désarmés. Selon une version officielle, ils ont ensuite été mis à bord d'un bateau de sauvetage avec du ravitaillement et de l'eau, mais sans matériel de navigation. Le version du ministère de la Défense russe est que vraisemblablement les pirates n'ont pu atteindre les côtes somaliennes et sont ensuite morts en mer.
Les militaires russe ayant pris part à la libération du navire-citerne ont été décorés par le gouvernement russe.

## Filmographie
Cet événement a été relaté librement au cinéma par le réalisateur russe Vassili Serikov dans le film 22 minutes, produit par Alexeï Sidorov et sorti en 2014.